# Ellen Gibbels
Ellen Maria Gibbels (* 31. August 1929 in Köln; † 23. August 2023) war eine deutsche Universitätsprofessorin für Neurologie, Psychiatrie und Elektronenmikroskopie an der Universität zu Köln.

## Leben

### Kindheit und Ausbildung
Ellen Gibbels wurde als Tochter des Gynäkologen Heinrich Gibbels (1891–1949) und seiner Ehefrau Irmgard Gibbels geb. Montfort (1895–1997), beide Besitzer und Leiter der Kölner Privatklinik Stadtwald-Sanatorium, in Köln geboren. Nach dem kriegsbedingten Besuch von fünf Schulen in Köln, Hachenburg und Koblenz bestand sie 1948 das Zentralabitur in der französischen Besatzungszone mit Landesbestnote.
Anschließend studierte sie nach einem Semester Philosophie und anderen Fächern an den Universitäten Mainz und Köln Humanmedizin. In Köln folgten 1955 das Staatsexamen und die Promotion mit einer experimentellen Arbeit. Die erste klinische Ausbildung erhielt sie 1955 bis 1956 an drei Kölner Universitätskliniken (Gynäkologie, Orthopädie und Kinderheilkunde). Nach der Vollapprobation als Ärztin im Jahr 1956 schloss sich von 1957 bis 1963 die Facharztausbildung in Neurologie und Psychiatrie an.

### Akademischer Werdegang
Während ihrer Facharztausbildung war sie wissenschaftliche Assistentin an der Universitäts-Nervenklinik Köln unter Werner Scheid, unterbrochen von einem mehrmonatigen Studienaufenthalt in Philadelphia am Virus-Laboratorium des Children's Hospital unter dem Virologen Werner Henle. Dort und nach ihrer Rückkehr arbeitete sie mit neurotropen Viren, worüber mehrere Publikationen entstanden.
1961 verlagerte sie unter dem Eindruck erster Patienten mit Thalidomid-Polyneuropathie, einem neuen, dem Neurologen durch besondere Symptomkonstellation auffallenden Krankheitsbild, ihren wissenschaftlichen Schwerpunkt endgültig auf das Gebiet der Neuromuskulären Erkrankungen. 1963 erhielt sie die Facharztanerkennung für Neurologie und Psychiatrie. Von 1963 bis 1983 war sie zunehmend maßgebliche Mitarbeiterin an dem mehrfach erweiterten „Lehrbuch der Neurologie“ von Werner Scheid.
Nachdem sie sich 1968 als erste Frau in einem klinischen Fach an der Kölner Fakultät mit einer Arbeit über die Thalidomid-Polyneuropathie habilitiert hatte, berief sie die Aachener Staatsanwaltschaft im selben Jahr zu einer der wichtigen Sachverständigen im Contergan-Prozess (erster Abschnitt: Nervenschäden). 1972 wurde sie außerplanmäßige Professorin an der Kölner Klinik. 1972/73 schloss sich ein einjähriger Studienaufenthalt am Max-Planck-Institut für Hirnforschung Frankfurt am Main in der Neuropathologischen Abteilung unter Wilhelm Krücke an.
1973 wurde sie, ebenfalls als erste Frau in einem klinischen Fach, an die Kölner Universität als Universitätsprofessorin auf Lebenszeit berufen. Ab 1973 folgten Einrichtung und Leitung eines elektronenmikroskopischen Labors. Ferner begründete sie eine „Neuromuskuläre Sprechstunde“ und ein standardisiertes „Polyneurorpathie-Programm“ an der Klinik.
Von 1983 bis 1993 beschäftigte sie sich zusätzlich mit mehreren systematischen neurologisch-psychiatrischen Studien zu Adolf Hitlers Nervenkrankheit. Sie gelangte zum Nachweis einer klassischen Parkinson-Krankheit ohne wesentliche psychopathologische Folgen und damit einer vollen Verantwortung Hitlers für seine militärischen und politischen Entscheidungen. Von 1979 bis 1985 war sie Mitarbeiterin der internationalen Kommission CIOMS bei einem Projekt der Weltgesundheitsorganisation zur Definition und Nomenklatur neurologischer Erkrankungen.
1994 wurde sie emeritiert. Im Ruhestand war sie bis 2006 beratend und gutachterlich, auch in Fragen ärztlicher Kunstfehler, für verschiedene Institutionen tätig. Sie starb 2023 wenige Tage vor ihrem 94. Geburtstag. Die Familiengrabstätte befindet sich in Hachenburg. Hier wurde sie in einer Urne beigesetzt.

## Werke (Auswahl)
Gibbels verfasste knapp 100 wissenschaftliche Publikationen mit anfangs virologischen, dann neurologischen und ultrastrukturell-neuropathogischen sowie zeitgeschichtlichen Schwerpunkten in in- und ausländischen Fachzeitschriften, Monographien oder Büchern, darunter:
- Über eine papierchromatische Methode der Folsäure-Bestimmung im Urin und ihre Anwendung bei 3 Gesunden, 2 Perniciosakranken und 1 Patienten mit einheimischer Sprüche. Dissertation, Köln 1955
- mit W. Scheid: Die Gruppe der ECHO -Viren und ihre Bedeutung für neurologische Erkrankungen. In: Fortschr Neurol Pscyhiat. 26, 1958, S. 608–633.
- als Mitautor: Lehrbuch der Neurologie. Ständig überarb. u. erweiterte Auflage. Thieme, Stuttgart 1963, 1966, 1968, 1980, 1983.
- Die Thalidomid-Polyneuritis. Statistische Berechnungen von Walter Kinzel. Georg Thieme Verlag, Stuttgart 1968. 140S.
- mit W. Scheid: Therapie in der Neurologie und Psychiatrie / einschliesslich Rehabilitation. Georg Thieme Verlag, Stuttgart 1969, 288 S.
- mit J. M. Schröder: Marklose Nervenfasern im Senium und im Spätstadium der Thalidomid-Polyneuropathie: Quantitativ-elektronenmikroskopische Untersuchungen. In: Acta neuropath (Berl.). 39, 1977, S. 271–280.
- Tabellarische Anleitung zur Differentialdiagnose der Polyneuropathien. In: Fortschr Neurol Psychiat. 48, 1980, S. 31–66.
- als Mitautor: Cylindrical Spirals im Skeletal Muscle. In: Muscle & Nerve. 6, 1983, S. 646–655.
- Hitlers Parkinson-Syndrom/eine postume Motilitäsanalyse in Filmaufnahmen der deutschen Wochenschau 1940–1945. In: Nervenarzt. 59, 1988, S. 521–528.
- Morphometry of unmyelinated nerve fibers. In: Clinical Neuropathology. 8, 1989, S. 179–187.
- Hitlers Nervenleiden – Differentialdiagnose des Parkinson-Syndroms. In: Fortschr Neurol Psychiat. 57, 1989, S. 505–517.
- Hitlers Parkinson-Krankheit. Zur Frage eines hirnorganischen Psychosyndroms. Springer-Verlag / Berlin Heidelberg New York London Paris Tokyo Hong Kong Barcelona 1990. 112 S. ISBN 3-540-52399-5 Springer-Verlag Berlin Heidelberg New York. ISBN 0-387-52399-5 Springer-Verlag New York Berlin Heidelberg
- Hitlers Nervenkrankheit. Eine neurologisch-psychiatrische Studie. In: Vierteljahrshefte für Zeitgeschichte. 42, 1994, S. 155–220. (online)
- Hitlers Parkinson-Syndrom. In: Filmdokumente zur Zeitgeschichte. IWF G 254, 1994. (Videoproduktion)
- mit G. Klinghardt: Wilhelm Krücke (1911–1988). Zum 100. Geburtstag des großen Neuropathologen am 26.12.2011. In: Fortschr Neurol Psychiat. 79, 2011, S. 720–723.